# Gboko
Gboko este un oraș din statul Benue, Nigeria, în care majoritari sunt tivii.